# Deutzia taiwanensis
Deutzia taiwanensis là một loài thực vật có hoa trong họ Tú cầu. Loài này được (Maxim.) C.K.Schneid. mô tả khoa học đầu tiên năm 1904.